# Liste der denkmalgeschützten Objekte in Ulrichsberg
Die Liste der denkmalgeschützten Objekte in Ulrichsberg enthält die 5 denkmalgeschützten, unbeweglichen Objekte der Gemeinde Ulrichsberg in Oberösterreich (Bezirk Rohrbach).

## Denkmäler
| Foto |                 | Denkmal                                                                         | Standort                                         | Beschreibung | Metadaten |
| ---- | --------------- | ------------------------------------------------------------------------------- | ------------------------------------------------ | --- | --- |
| ja   | Datei hochladen | Bürgerhaus, ehem. Baderhaus HERIS-ID: 18427 Objekt-ID: 14721                    | Falkensteinstraße 1 Standort KG: Ulrichsberg     | Das ehemalige Baderhaus ist ein wuchtiger, barocker Bau mit zwei Geschoßen. Das Gebäude wurde vermutlich in der zweiten Hälfte des 18. Jahrhunderts erbaut und besitzt einen mächtigen, durchfensterten Volutengiebel. Der Fassadendekor mit Gesims, Ortsteingliederung, Segmentbogenportal und Lisenen stammt aus der Mitte oder dem dritten Viertel des 19. Jahrhunderts.                                                                            | BDA-Hist.: Q37844714 Status: § 2a Stand der BDA-Liste: 2025-06-30 Name: Bürgerhaus, ehem. Baderhaus GstNr.: .56/1 Baderhaus (Ulrichsberg)                 |
| ja   | Datei hochladen | Kath. Pfarrkirche hl. Ulrich HERIS-ID: 18425 Objekt-ID: 14719                   | Markt 28, bei Standort KG: Ulrichsberg           | Die Pfarrkirche Ulrichsberg wurde vermutlich in der zweiten Hälfte des 14. Jahrhunderts als gotischer Bau errichtet. Nach Zerstörungen durch die Hussiten 1424 wurde die Kirche wiedererrichtet, nach einem Großbrand 1719 erfolgte vermutlich eine Barockisierung. Beim Umbau der Kirche vor 1825 wurde der gotische Turm und die Außenmauern des Vorgängerbaus erhalten und eine barockisierende, dreischiffige, zweijochige Staffelhalle errichtet. | BDA-Hist.: Q37844689 Status: § 2a Stand der BDA-Liste: 2025-06-30 Name: Kath. Pfarrkirche hl. Ulrich GstNr.: .39 Pfarrkirche Ulrichsberg                  |
| ja   | Datei hochladen | Pfarrhof, Kaplanstöckl, Kulturhaus Ulrichsberg HERIS-ID: 18424 Objekt-ID: 14718 | Markt 28 Standort KG: Ulrichsberg                | Das Kulturhaus Ulrichsberg diente ursprünglich als Pfarrhof und ab 1877 als Gemeindehaus. 1992 wurde es in ein Museum umgewandelt. Das Gebäude wurde 1660 errichtet und 1767 um das sogenannte Kaplanstöckl erweitert. Der zweigeschoßige, giebelständige Bau mit Schopfwalmdach verfügt über eine Fassadengliederung mittels Ortstein- und Putzbandgliederung.                                                                                        | BDA-Hist.: Q37844675 Status: § 2a Stand der BDA-Liste: 2025-06-30 Name: Pfarrhof, Kaplanstöckl, Kulturhaus Ulrichsberg GstNr.: .38 Kulturhaus Ulrichsberg |
| ja   | Datei hochladen | Pfarrhof HERIS-ID: 18423 Objekt-ID: 14717                                       | Markt 35 Standort KG: Ulrichsberg                | Der Pfarrhof der Pfarrkirche Ulrichsberg wurde 1873 als zweigeschoßiger Bau mit Walmdach und frühhistoristischer Fassade errichtet. | BDA-Hist.: Q37844662 Status: § 2a Stand der BDA-Liste: 2025-06-30 Name: Pfarrhof GstNr.: 7/2 Pfarrhof Ulrichsberg                                         |
| ja   | Datei hochladen | Kapelle hl. Michael HERIS-ID: 18417 Objekt-ID: 14711                            | Stollnberg 8, in der Nähe Standort KG: Schindlau | Die kleine Kapelle über kreisförmigem Grundriss mit Kegeldach und Laterne wurde zwischen 1694 und 1695 nach Plänen von Carlo Antonio Carlone errichtet. Die Fassade wird durch Rundbogenfenster durchbrochen, der Zugang erfolgt über einen kreuzgratgewölbten Portalvorbau. Der bemerkenswerte Akanthusaltar mit zwei Ovalbildern (Maria bzw. Heiliger Michael) stammt aus der Bauzeit.                                                               | BDA-Hist.: Q37844650 Status: § 2a Stand der BDA-Liste: 2025-06-30 Name: Kapelle hl. Michael GstNr.: 2815 Saint Michael chapel in Ulrichsberg              |